# We Grown Now
We Grown Now is een Amerikaanse film uit 2023, geregisseerd, geschreven en mede geproduceerd door Minhal Baig.

## Verhaal
Twee jongens, Malik en Eric, zijn de beste vrienden terwijl ze opgroeien in Chicago in de nasleep van de fatale schietpartij op een 7-jarige jongen. Malik wordt beschreven als een geboren leider en is een vroegrijp kind dat op het randje leeft. Met veel overtuigingskracht en humor overtuigt hij zijn beste vriend Eric om mee te doen. Malik heeft veel energie en durf meer dan de meeste kinderen van zijn leeftijd, maar toch is hij medelevend en zeer loyaal aan de mensen van wie hij houdt.

## Rolverdeling
| Acteur              | Personage |
| ------------------- | --------- |
| Blake Cameron James | Malik     |
| Gian Knight Ramirez | Eric      |
| S. Epatha Merkerson | Anita     |
| Lil Rel Howery      | Jason     |
| Jurnee Smollett     | Dolores   |
| Giovani Chambers    | Slug      |

## Productie
In mei 2022 werd de nieuwe film aangekondigd die geschreven en geregisseerd werd door Minhal Baig. De filmopnames werden gepland in de omgeving van Chicago van 19 mei tot 26 juni 2022.

## Release en ontvangst
We Grown Now ging op 8 september 2023 in première op het Internationaal filmfestival van Toronto in het Centerpiece-programma waar hij de Changemaker Award won. De film kreeg overwegend positieve kritieken van de filmcritici, met een score van 90% op Rotten Tomatoes, gebaseerd op 10 beoordelingen.

## Prijzen en nominaties
De belangrijkste:
| Jaar | Prijs                                   | Categorie            | Genomineerde(n) | Uitslag     |
| ---- | --------------------------------------- | -------------------- | --------------- | ----------- |
| 2024 | Film Independent Spirit Awards          | Beste film           | Beste film      | Genomineerd |
| 2024 | Film Independent Spirit Awards          | Beste cinematografie | Pat Scola       | Genomineerd |
| 2024 | Film Independent Spirit Awards          | Beste montage        | Stephanie Filo  | Genomineerd |
| 2023 | Internationaal filmfestival van Toronto | Changemaker Award    | Minhal Baig     | Gewonnen    |